# Lior Carreira
Lior Carreira (in ebraico ליאור קררה‎?; Ra'anana, 14 agosto 1997) è un cestista israeliano.

## Palmarès
- FIBA Europe Cup: 1

Ironi Nes Ziona: 2020-2021